# Großbundenbach
Großbundenbach – miejscowość i gmina w Niemczech, w kraju związkowym Nadrenia-Palatynat, w powiecie Südwestpfalz, wchodzi w skład gminy związkowej Zweibrücken-Land.
Na terenie gminy znajdują się ruiny zamku Bundenbach oraz romańsko-gotycki kościół św. Marcina.